# Château de Salles
Le château de Salles est un édifice situé à Saint-Germain-de-Salles, en France.

## Localisation
Le château est situé sur le territoire de la commune de Saint-Germain-de-Salles, dans le département de l'Allier, en région Auvergne-Rhône-Alpes. Il se trouve à mi-chemin entre le bourg de Saint-Germain-de-Salles et le village de Salles (ancienne commune réunie à Saint-Germain en 1811), le long de la D66.

## Description

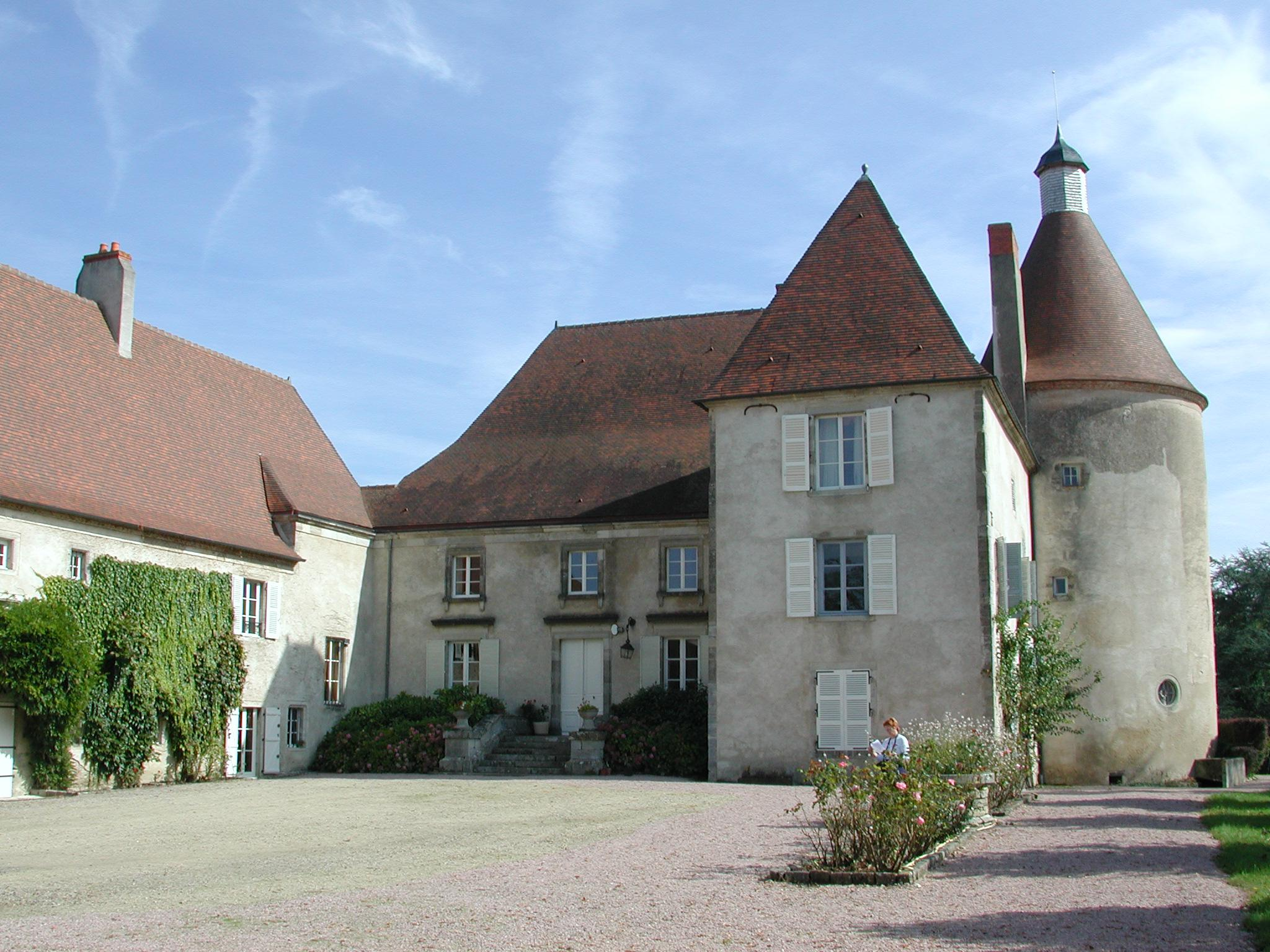
La cour d'honneur du château, orientée vers le nord-ouest.

Le château a une base en forme de trapèze. À l'origine, il était flanqué à ses angles de quatre tours qui furent ensuite plus ou moins détruites, il était entouré de douves. Actuellement, seul le donjon est à peu près intact (actuelle tour sud). Une portion de tour relie l'habitation aux communs, un vaste bâtiment à rez-de-chaussée et étage.

## Historique
Salles viendrait du mot sala qui signifie maison, hôtel… Il apparait vers 1265 lorsque Jean de Bourgogne (1231-1268), époux d'Agnès de Bourbon, en fait l'acquisition. Un certain Renaud comte de Forez en a été le seigneur. Il passa au XVIe siècle dans la maison des du Peschin. À cette époque, le château consistait en une tour qui appartenait à Jacques et François du Peschin. Jeanne du Peschin, héritière d'Antoine et de Gilberte Esgrain, apporta la terre à son mari Blain de Chauvigny de Blot. Les Chauvigny de Blot gardèrent la terre jusqu'à la veille de la Révolution ; elle fut vendue le 7 décembre 1770 par Louis Charles Antoine Girard à la famille Delayre.
L'édifice est inscrit au titre des monuments historiques en 1947 .